# Joseph Gorgoni
Joseph Gorgoni (* 10. Mai 1966 in Genf) ist ein Schweizer Kabarettist. Er spielt hauptsächlich als Transvestit die Kunstfigur Marie-Thérèse Porchet.

## Leben
Gorgoni machte eine Lehre in einer Papeterie und besuchte nebenbei einen Tanzkurs. Nach der Lehre nahm er Tanzunterricht in Genf und Paris. Er tourte mit einer Kabarettgruppe, wo er sich vor allem auf Tanz- und Gesangseinlagen konzentrierte, die von dem Musical Cats übernommen wurden. Während einer Vorstellung 1990 lernte er den Autor Pierre Naftule kennen und plante mit ihm einen Auftritt. 1993 entwickelte er die Figur Marie-Thérèse Porchet in der La revue genevoise von Pierre Naftule und Pascal Bernheim. Die Figur wurde inspiriert von den Leuten, die Gorgoni und Naftule täglich begegneten.
Das erste Programm von 1996 hatte den Titel La truie est en moi («Die Sau ist in mir»). 2003 folgte Marie-Thérèse amoureuse («Marie-Thérèse verliebt»), das Gorgoni  vor allem in Paris aufführte. Später ging Gorgoni mehrmals in der Schweiz auf Tournee mit dem Circus Knie.

## Marie-Thérèse Porchet

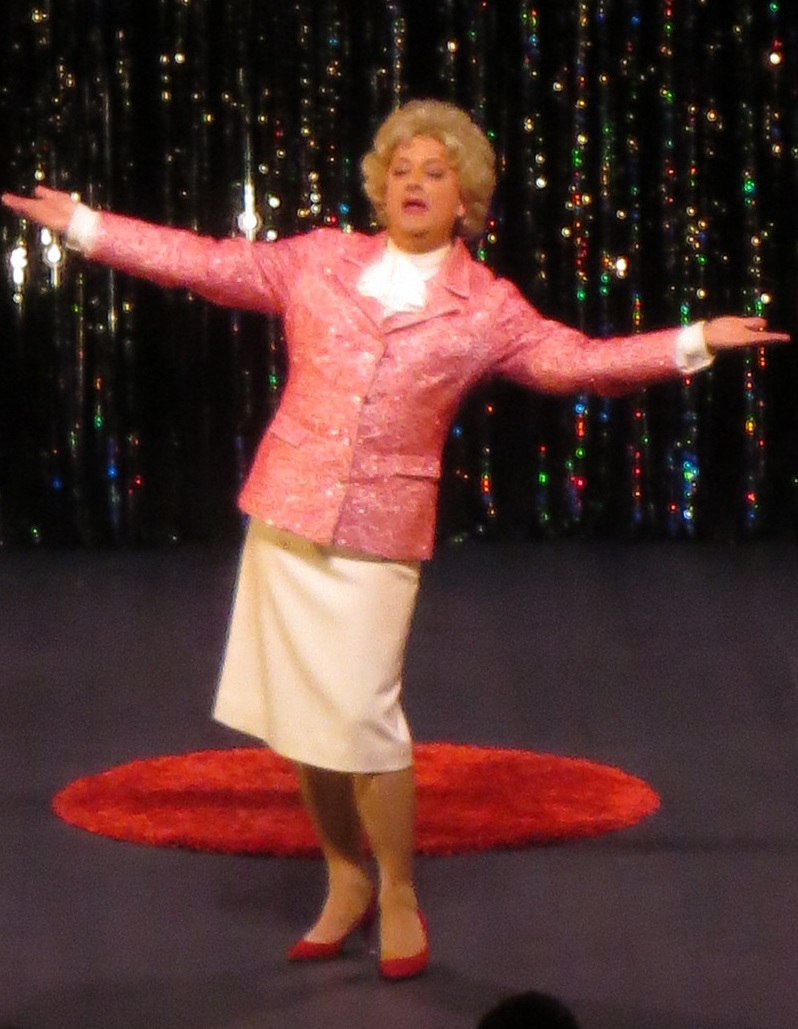
Marie-Thérèse Porchet

Marie-Thérèse Porchet, geborene Bertholet ist eine Frau in den fünfziger Jahren, die in Gland im Kanton Waadt lebt. Sie telefoniert häufig mit ihrer Freundin Jacqueline, hat einen Hund namens Bijou und einen homosexuellen Sohn mit Namen Christian-Christophe. Dessen Freund trägt den Namen Quentin. Sie verkauft Tupperware und war in der Sekte Les amis du soleil («Die Freunde der Sonne»). Porchet war liiert mit dem Läckerli-Verkäufer Rüdi.
Der Figur zu Ehren wurde ein Platz in Gland in Square Marie-Thérèse Porchet umbenannt.

## Auftritte
- 1988: Tournée mit The Rocky Horror Show
- 1989: Eine Rolle im Comedy-Musical Cats
- 1998: La truie est en moi. 350 Auftritte in der Comédie-Caumartin in Paris, danach fünf Auftritte im Olympia, Paris
- 2001: Tournée mit dem Circus Knie in der französischsprachigen Schweiz
- 2002: L’Expo de Marie-Thérèse
- 2003: Marie-Thérèse amoureuse
- 2003: Y a de beaux restes!
- 2004: Tournée mit dem Circus Knie in der Schweiz
- 2005: Soleil!
- 2007–2008: Uf Düütsch! in der Deutschschweiz (Übersetzung ins Berndeutsch und Adaptation durch Toni Caradonna)
- 2008: EuroPorchet: Premiere am 20. Mai 2008 in Montreux
- 2009–2010: Superporchet
- 2009–2010: La revue de Marie-Thérèse
- 2010: Tournée mit dem Circus Knie in der Deutschschweiz
- 2011: Tournee in der Deutschschweiz mit dem Programm Uf Düütsch
- 2013: Marie-Thérèse Porchet, 20 ans de bonheur!